# Lubomír Hlavsa
Lubomír Hlavsa (* 4. března 1958 Šumperk) je český filmový a televizní režisér, výtvarník, ilustrátor a hudebník.

## Život

### Dětství
Již v dětství si oblíbil sérii filmů Haralda Reinla o náčelníkovi Vinnetou. V sedmi letech si postavil na stole papírové kino v němž jakoby promítal filmy tak, že do rámečku vkládal fotografie a kresby. Kreslením různých obrázkových motivů a sérií se postupně dopracoval ke kreslení komiksů. Tím si kompenzoval svou lásku k filmu. Když mu bylo třináct, koupila mu maminka kameru Admira s níž začal točit první krátké filmy a grotesky. Filmový materiál byl v té době finančně nákladný, což ho brzdilo v dalším rozvoji.

### Kresba
Od roku 1967 se amatérsky věnoval tvorbě kreslených seriálů. Díky vytrvalosti a své manželce začal své kresby publikovat. V letech 1987–1992 pracoval na volné noze jako ilustrátor časopisů pro děti a mládež ve vydavatelstvích Mladá fronta. Jeho komiksy byly publikovány v časopisech ABC, Čtyřlístek, Aréna, Stopa, Kometa, ve slovenském Slniečku, Ilustrovaných sešitech a dalších.

### Hudební tvorba
V letech 1975-1992 se zabýval i hudební tvorbou. S křesťanskou pop-rockovou skupinou Arcus koncertovali po celé republice. Bylo to v období komunistického režimu, přičemž se jednalo o církevní koncerty, ale někteří odvážnější pořadatelé jim umožnili hrát i v kulturních domech. Vytvořil také mnoho hudebně-dramatických komponovaných projektů, rozhlasových pořadů včetně textů a hudby. Většinu pořadů i písní nahrával ve svém bytě, ty byly následně nelegálně převezeny na západ a vysílané z Trans World Radia (Monte Carlo) ve vysílání pro Československo. Materiály byly použity i v americkém HCJB World Radiu pro české a slovenské krajany. Po roce 1989 bylo objeveno mnoho informací, které na něj od roku 1980 nashromáždila Státní bezpečnost.

### Filmová tvorba
V mládí se věnoval kresbě, protože mu nebylo umožněno studovat filmový obor. Svého snu o filmování se však nevzdal. Když byl v roce 1990 pozván do Spojených států amerických, kde mu věnovali kameru Sony Handycam, hned po návratu do vlasti začal pozvolna měnit svou profesní kariéru. Ač i nadále kreslil komiksy, v roce 1992 se začal profesionálně věnovat filmu. S kamarádem založili televizní společnost Fontis. Nejprve vyráběli jednoduché reklamy pro místní podniky a firmy. Věnoval se scénáři, kameře, střihu, grafice i režii. Od roku 1994 do roku 1998 realizovali s manželkou, která zastávala funkci vedoucí výroby, pravidelné televizní zpravodajství Studio-S. Zároveň od roku 1996 začal spolupracovat s náboženskou redakcí České televize na krátkých dokumentech a pořadech. Většinou se jednalo o příspěvky do cyklů Křesťanský magazín a Cesty víry. V roce 2006 s manželkou opustil společnost Fontis a založil společnost Vistafilm. Do roku 2007 natočil více než 70 televizních dokumentárně-publicistických pořadů vysílaných v České televizi. Od roku 2006 odvysílala ČT2 80dílný dokumentárně-publicistický pořad Exit 316, z nichž Lubomír Hlavsa režíroval většinu dílů. V letech 2010-2021 natočil v koprodukci s Českou televizí řadu hraných historických dokumentů, a také celovečerní film "Jako letní sníh".

## Dílo

### Publikované komiksy
- 1987-88 - Hrdinové a dobrodruzi kapitána Treskowa (24 stran), scénář: V. Toman, ABC 1-24/ 32.ročník
- 1988-89 - Lovci zelených pokladů (24 stran), scénář: K. Dunda, H. Kholová, ABC 1-24/ 33.ročník
- 1989 -  Kočovníci severu (32 stran), námět: J. O. Curwood, scénář: M. Říhová, Ilustrované sešity 135
- 1989-90 - Kapitán karibského moře (26 stran), scénář: V. Toman, ABC 1-24/ 34.ročník
- 1990 - Stříbrný kotlík (33 stran), scénář: L. Hlavsa, Ilustrované sešity 141
- 1990 - Cancer (7 stran), scénář: M. Tomeš, publikace Představujeme Luboše Hlavsu, Laser
- 1990 - Faroa (6 stran), scénář: L.Hlavsa, publikace pub. Představujeme Luboše Hlavsu, Laser
- 1990 - Záhadná planeta Ghas (4 strany), scénář: L.Hlavsa, pub. Představujeme Luboše Hlavsu, Laser
- 1990 - Dobyvatelé ztracené valchy (14 stran), Kometa, scénář: P. Konupčík
- 1990 - Bílá hůl ráže 7,62 (7 stran), námět: O. Neff, pub. Představujeme Luboše Hlavsu, Laser
- 1990 - Šťastná planeta (8 stran), scénář: J. Čehovský, Stopa 2/190
- 1990 - Labyrint (8 stran), scénář: J. Čehovský, Stopa 3/1990
- 1990 - Vakcína CN 078 (18 stran), scénář: L. Hlavsa, Aréna 2-3/1990
- 1990-91 - Bratislavský robinson (12 stran), scénář: O. Sliacký, Slniečko
- 1990-91 - Hlídač na Ikaru (32 stran), scénář: V. Šorel, Kometa 14-17
- 1991 - Záhada planety Ghas Aréna 5 (1/1991, přepracovaná verze, 10 stran)
- 1991 - Zlatý ďábel (33 stran), scénář: E. Martin, Ilustrované sešity 149
- 1991 - Na střechu světa (20 stran), scénář: M. Tomeš, Kometa 24-27
- 1991 - Quo vadis (32 stran), námět: H. Sienkiewicz, scénář: P. Vaněk, Quo vadis I, Rosa
- 1991 - Černokněžník (7 stran), námět: lidová pohádka, scénář: V. Luxenburková, Čtyřlístek 185
- 1991-92 - Stroj času (31 stran), scénář: R. Baudis, ABC 1-24/ 36.ročník, 1-7/ 37.ročník
- 1998 - Velká výprava (10 stran), scénář: L. Hlavsa, Knihovnička Vakukoku 47
- 1999 - Na střechu světa (20 stran), Knihovnička Vakukoku 71
- 2000 - Hlídač na Ikaru (32 stran), Knihovnička Vakukoku 85
- 2002 - Stroj času (31 stran), Velká kniha komiksů 2, BB Art
- 2002 - Lovci zelených pokladů (24 stran), Velká kniha komiksů 2, BB Art
- 2002 - Kapitán karibského moře (26 stran),Velká kniha komiksů 2, BB Art
- 2010 - Zachraňte princeznu (14 stran), scénář: L. Hlavsa, Etická výchova – pub. pro I. stupeň ZŠ
- 2010 - Cesta divokým údolím (8 stran), scénář: L. Hlavsa, Etická výchova – pub. pro II. stupeň ZŠ
- 2010 - Na obloze mrak (8 stran), scénář: L. Hlavsa, Etická výchova – pub. pro II. stupeň ZŠ
- 2010 - Planeta věčného ledu (8 stran), scénář: L. Hlavsa, Etická výchova – pub. pro II. stupeň ZŠ
- 2019 - Takový jsme byli (3 strany), scénář: P. Konupčík, Zpravodaj Šumperka
- 2020 - Kletba lesního mlýna (5 stran), scénář: P. Konupčík, Zpravodaj Šumperka
- 2020 - Rudý kámen (7 stran), scénář: P. Konupčík, Zpravodaj Šumperka
- 2021-2023 - Čestní občané města (24 stripů), scénář: P. Konupčík, Zpravodaj Šumperka
- 2024 - Historie nikoho nezabije (12 stran), scénář: P. Konupčík, Zpravodaj Šumperka

### Režijní filmografie
- 1997 – Místy déšť, dokument o povodních na Moravě v roce 1997
- 2002 – Nikola Tesla – čaroděj blesků, film o světoznámém vynálezci, natočený v USA, Srbsku a ČR
- 2004 – Kronika strachu, historický polohraný dokument o čarodějnických procesech na Moravě
- 2006 – Okamžik jednoho zázraku, hraný film pro děti se zaměřením na etiku a multikulturu
- 2006–2007 – Exit316, televizní eticko-křesťanský cyklus (43 dílů)
- 2008–2009 – Exit316-MISE, televizní eticko-křesťanský cyklus (37 dílů)
- 2008 – Spadl z Marsu, polohraný dokument pro děti
- 2010 – Proměna Wernera Odera, dokument o životě syna nacistického pohlavára
- 2010 –  Hrabě Zinzendorf – síla přesvědčení, životopisný dokument natočený v USA, Německu a ČR
- 2013 – Pod ochranou Žerotínů, historický film o vzniku Bible kralické
- 2014 – David Zeisberger – apoštol indiánů, historický film natočený v USA, Německu a ČR
- 2015 – Jan Hus – cesta bez návratu, historický film s Vladimírem Javorským
- 2018 – Poslední útěk, historický film s Ondřejem Vetchým a Jitkou Čvančarovou
- 2021 – Jako letní sníh, historický film s Davidem a Aloisem Švehlíkovými a Igorem Barešem